# 玛丽娜·金
玛丽娜·叶夫根尼耶芙娜·金（羅馬化：Marina Yevgen'yevna Kim；1983年8月11日—）是俄罗斯朝鲜族电视节目主持人、演员、政治人物，第八届国家杜马议员。2021年，她曾竞选哈巴罗夫斯克边疆区行政长官，但输给米哈伊尔·杰格佳廖夫。